# Look (single)
Look is een nummer van de Nederlandse popgroep GEM. Het is de eerste single van hun derde album New. De single behaalde de 23e positie in de 3FM Mega Top 50 en het werd een nummer 1-hit in de Kink 40.

## Hitlijsten
| Nummer | 41 | 37 | 35 | 28 | 27 | 23 | 24 | 24 | 38 | uit |